# Nora Dunn
Nora Eloise Dunn (Chicago, 29 de abril de 1952) es una actriz y comediante estadounidense que obtuvo notoriedad tras su participación en el popular programa de televisión Saturday Night Live.
Dunn apareció en papeles recurrentes en las series Sisters de 1993-1996 y The Nanny de 1998-1999, así como en un papel de protagonista invitado en un episodio de dos partes de The X-Files en 1998. En el octavo episodio de la novena temporada del drama criminal Bones, interpretó a la autora Tess Brown, rival  de la protagonista Temperance Brennan. En 2015 apareció en la cuarta temporada de New Girl.

## Filmografía

### Televisión
| Año     | Título                | Papel         | Ref. |
| ------- | --------------------- | ------------- | ---- |
| 2015    | New Girl              | Louise        |      |
| 2015–16 | Best Friends Whenever | Janet Smythe  |      |
| 2016    | Grace and Frankie     | Dra. Rossmore |      |

## Personajes recurrentes enSNL
- Ashley Ashley, una pretenciosa crítica de cine
- Babette, una prostituta francesa
- Pat Stevens, una modelo
- Denise Venetti, invitada de "Learning To Feel"
- Dra. Norma Hoeffering, una psiquiatra lesbiana
- Liz Sweeney, una de las dos hermanas cantantes (la otra interpretada por Jan Hooks)
- Loose Chang, interés amoroso de Ching Chang (Dana Carvey)
- Señora Campbell, madre de Wayne Campbell (Mike Myers)